# 中佩德峰
46°31′45″N 10°39′35″E / 46.529107°N 10.659811°E
中佩德峰（德語：Mittlere Pederspitze），是意大利的山峰，位於該國東北部，由博爾扎諾-南蒂羅爾自治省負責管轄，屬於奥特莱斯山的一部分，海拔高度3,462米，人類在1868年8月8日首次登頂。